# Whitney Osuigwe
Whitney Osuigwe (* 17. April 2002 in Bradenton, Florida) ist eine US-amerikanische Tennisspielerin.

## Karriere
Osuigwe begann mit sechs Jahren mit dem Tennisspielen und bevorzugt für ihr Spiel Sandplätze. Sie spielt bislang hauptsächlich auf dem "ITF Junior Circuit", wo sie 2017 insgesamt sechs Titel im Einzel sowie drei Doppeltitel gewinnen konnte, sowie auf der ITF Women’s World Tennis Tour, wo sie bislang fünf Einzeltitel und neun Doppeltitel gewinnen konnte. Weiters gewann Osuigwe einen Doppeltitel auf der WTA-Challenger-Tour.
2014 gewann Osuigwe die Orange Bowl der U12, 2015 gewann sie die Easter Bowl der U14.
Im Mai 2016 spielte sie ihr erstes Profiturnier des ITF Women’s Circuit in Buffalo.
2017 gewann sie den Titel im Juniorinneneinzel der French Open, wo sie mit ihrer Partnerin Caty McNally auch das Viertelfinale im Juniorinnendoppel erreichte. Im Juniorinneneinzel der Wimbledon Championships 2017 erreichte sie das Viertelfinale, im Juniorinnendoppel ebenfalls mit Caty McNally das Finale.
Im gleichen Jahr gewann sie die Orange Bowl, womit sie eine Wildcard für die Qualifikation für die US Open 2017 erhielt. Sie unterlag dort aber bereits in der ersten Qualifikationsrunde Anna Blinkowa mit 4:6 und 3:6. Im Juniorinneneinzel der US Open schied sie in der zweiten Runde aus, ebenso wie mit Caty McNally im Juniorinnendoppel. Im Dezember krönte sie ihr erfolgreiches Jahr als Nr. 1 des ITF Junior Circuita mit dem Gewinn der ITF Junior World Championships.
Bei der 27. Auflage des Junior Fed-Cup gewann Osuigwe 2017 mit dem Junior Fed-Cup-Team der Vereinigten Staaten den Titel gegen Japan. Sie gewann alle acht Matches, davon vier Einzel und vier Doppel und blieb somit unbesiegt in diesem Wettbewerb 2017.
Ende Januar 2018 erreichte sie das Finale des mit 25.000 US-Dollar dotierten ITF-Turniers in Wesley Chapel. Im März 2018 gewann sie ihren ersten Doppeltitel auf der ITF-Tour in Orlando; im November 2018 folgte der erste Einzeltitel in Tyler.

## Turniersiege

### Einzel
| Nr. | Datum             | Turnier         | Kategorie   | Belag     | Finalgegnerin       | Ergebnis      |
| --- | ----------------- | --------------- | ----------- | --------- | ------------------- | ------------- |
| 1.  | 4. November 2018  | Tyler           | ITF $80.000 | Hartplatz | Beatriz Haddad Maia | 6:3, 6:4      |
| 2.  | 28. April 2019    | Charlottesville | ITF W80     | Sand      | Madison Brengle     | 6:4, 1:6, 6:3 |
| 3.  | 24. November 2024 | Boca Raton      | ITF W50     | Sand      | Eva Vedder          | 7:68, 6:3     |
| 4.  | 23. März 2025     | Santo Domingo   | ITF W50     | Hartplatz | Ana Sofía Sánchez   | 6:2, 7:5      |
| 5.  | 13. April 2025    | Boca Raton      | ITF W35     | Sand      | Akasha Urhobo       | 6:4, 6:3      |

### Doppel
| Nr. | Datum             | Turnier    | Kategorie      | Belag             | Partnerin         | Finalgegnerinnen                            | Ergebnis          |
| --- | ----------------- | ---------- | -------------- | ----------------- | ----------------- | ------------------------------------------- | ----------------- |
| 1.  | 10. März 2018     | Orlando    | ITF $15.000    | Sand              | Catherine McNally | Dia Ewtimowa Ilona Kremen                   | 6:2, 6:3          |
| 2.  | 8. April 2018     | Jackson    | ITF $25.000    | Sand              | Sanaz Marand      | Gaia Sanesi Chanel Simmonds                 | 6:1, 6:3          |
| 3.  | 30. Januar 2022   | Orlando    | ITF W60        | Hartplatz         | Hailey Baptiste   | Angela Kulikov Rianna Valdes                | 7:67, 7:5         |
| 4.  | 11. März 2023     | Boca Raton | ITF W25        | Sand              | Hailey Baptiste   | Francesca Di Lorenzo Makenna Jones          | 6:2, 6:2          |
| 5.  | 15. Juli 2023     | Punta Cana | ITF W25        | Sand              | Victoria Osuigwe  | Alicia Herrero Liñana Melany Solange Krywoj | 6:1, 1:6, [10:7]  |
| 6.  | 4. November 2023  | Midland    | WTA Challenger | Hartplatz (Halle) | Hailey Baptiste   | Sophie Chang Ashley Lahey                   | 2:6, 6:2, [10:1]  |
| 7.  | 12. November 2023 | Charleston | ITF W100       | Sand              | Hailey Baptiste   | Nigina Abduraimova Carole Monnet            | 6:4, 3:6, [13:11] |
| 8.  | 10. Februar 2024  | Irapuato   | ITF W100       | Hartplatz         | Hailey Baptiste   | Ann Li Rebecca Marino                       | 7:5, 6:4          |
| 9.  | 2. März 2024      | Spring     | ITF W35        | Hartplatz         | Alana Smith       | Malkia Ngounoue Thaisa Grana Pedretti       | 6:4, 6:4          |
| 10. | 3. August 2024    | Lexington  | ITF W75        | Hartplatz         | Alana Smith       | Carmen Corley Ivana Corley                  | 7:65, 6:3         |

## Persönliches
Whitney Osuigwe ist Teil einer sportlichen Familie. Ihr Vater Desmond spielte Tennis an der Jackson State University, ihre Mutter Jessica spielte Softball am College, ihre jüngere Schwester Victoria ist ebenfalls Profitennisspielerin und ihr Bruder Deandre spielte Basketball an der Florida A&M University.